# Eliminacje do Mistrzostw Europy w Piłce Nożnej 2012/Grupa F
W grupie F biorą udział następujące zespoły:
- Chorwacja
- Grecja
- Izrael
- Łotwa
- Gruzja
- Malta

## Tabela
| Zespół    | Pkt | M  | W | R | P | Br+ | Br− | +/− |
| --------- | --- | -- | - | - | - | --- | --- | --- |
| Grecja    | 24  | 10 | 7 | 3 | 0 | 14  | 5   | +9  |
| Chorwacja | 22  | 10 | 7 | 1 | 2 | 18  | 7   | +11 |
| Izrael    | 16  | 10 | 5 | 1 | 4 | 13  | 11  | +2  |
| Łotwa     | 11  | 10 | 3 | 2 | 5 | 9   | 12  | −3  |
| Gruzja    | 10  | 10 | 2 | 4 | 4 | 7   | 9   | −2  |
| Malta     | 1   | 10 | 0 | 1 | 9 | 4   | 21  | −17 |

|           | Chorwacja | Grecja | Izrael | Łotwa | Gruzja | Malta |
| --------- | --------- | ------ | ------ | ----- | ------ | ----- |
| Chorwacja | X         | 0:0    | 3:1    | 2:0   | 2:1    | 3:0   |
| Grecja    | 2:0       | X      | 2:1    | 1:0   | 1:1    | 3:1   |
| Izrael    | 1:2       | 0:1    | X      | 2:1   | 1:0    | 3:1   |
| Łotwa     | 0:3       | 1:1    | 1:2    | X     | 1:1    | 2:0   |
| Gruzja    | 1:0       | 1:2    | 0:0    | 0:1   | X      | 1:0   |
| Malta     | 1:3       | 0:1    | 0:2    | 0:2   | 1:1    | X     |

## Wyniki
| 2 września 2010 20:15 | Izrael · Benajun 7', 64' (k), 75' | 3:1(1:1)Raport | Malta · Pace 38' | Stadion Ramat Gan, Ramat Gan Widzów: 17 365 Sędzia: Said Ennjimi |
|                       |                                   |                |                  |                                                                  |

| 3 września 2010 20:00 | Łotwa | 0:3(0:1)Raport | Chorwacja · Petrić 43' · Olić 51' · Srna 82' | Stadion Skonto, Ryga Widzów: 7 600 Sędzia: Björn Kuipers |
|                       |       |                |                                              |                                                          |

| 3 września 2010 20:45 | Grecja · Spiropulos 72' | 1:1(0:1)Raport | Gruzja · A. Iaszwili 3' | Stadion im. Jeorjosa Karaiskakisa, Pireus Widzów: 14 794 Sędzia: Carlos Clos Gómez |
|                       |                         |                |                         |                                                                                    |

| 7 września 2010 19:00 | Gruzja | 0:0(0:0)Raport | Izrael | Stadion im. Borisa Paiczadze, Tbilisi Widzów: 45 000 Sędzia: Sascha Kever |
|                       |        |                |        |                                                                           |

| 7 września 2010 19:30 | Malta | 0:2(0:1)Raport | Łotwa · Gorkšs 42' · Verpakovskis 85' | Ta’ Qali Stadium, Ta’ Qali Widzów: 6 255 Sędzia: Tony Asumaa |
|                       |       |                |                                       |                                                              |

| 7 września 2010 20:30 | Chorwacja | 0:0(0:0)Raport | Grecja | Maksimir, Zagrzeb Widzów: 24 399 Sędzia: Claus Bo Larsen |
|                       |           |                |        |                                                          |

| 8 października 2010 19:00 | Gruzja · Siradze 90' | 1:0(0:0)Raport | Malta | Stadion im. Borisa Paiczadze, Tbilisi Widzów: 38 000 Sędzia: Alan Black |
|                           |                      |                |       |                                                                         |

| 8 października 2010 20:45 | Grecja · Torosidis 58' | 1:0(0:0)Raport | Łotwa | Stadion im. Jeorjosa Karaiskakisa, Pireus Widzów: 13 520 Sędzia: Antonio Domato |
|                           |                        |                |       |                                                                                 |

| 9 października 2010 21:05 | Izrael · Szechter 80' | 1:2(0:2)Raport | Chorwacja · Kranjčar 36' (k), 41' | Stadion Ramat Gan, Ramat Gan Widzów: 33 421 Sędzia: Wolfgang Stark |
|                           |                       |                |                                   |                                                                    |

| 12 października 2010 19:00 | Łotwa · Cauņa 90+1' | 1:1(0:0)Raport | Gruzja · Siradze 74' | Stadion Skonto, Ryga Widzów: 4 300 Sędzia: Manuel De Sousa |
|                            |                     |                |                      |                                                            |

| 12 października 2010 20:45 | Grecja · Salpingidis 22' · Karangunis 63' (k) | 2:1(1:0)Raport | Izrael · Spiropulos 59' (sam.) | Stadion im. Jeorjosa Karaiskakisa, Pireus Widzów: 16 935 Sędzia: Martin Hansson |
|                            |                                               |                |                                |                                                                                 |

| 17 listopada 2010 17:30 | Chorwacja · Kranjčar 19', 42' · Kalinić 82' | 3:0(2:0)Raport | Malta | Maksimir, Zagrzeb Widzów: 9 000 Sędzia: Duarte Gomes |
|                         |                                             |                |       |                                                      |

| 26 marca 2011 20:30 | Malta | 0:1(0:0)Raport | Grecja · Torosidis 90+4' | Ta’ Qali Stadium, Ta’ Qali Widzów: 10 605 Sędzia: Michael Weiner |
|                     |       |                |                          |                                                                  |

| 26 marca 2011 21:00 | Gruzja · Kobiaszwili 90' | 1:0(0:0)Raport | Chorwacja | Stadion im. Borisa Paiczadze, Tbilisi Widzów: 54 500 Sędzia: Paolo Tagliavento |
|                     |                          |                |           |                                                                                |

| 26 marca 2011 21:00 | Izrael · Brada 16' · Kayal 81' | 2:1(1:0)Raport | Łotwa · Gorkšs 62' | Stadion Bloomfield, Tel Awiw Widzów: 10 801 Sędzia: Milorad Mažić |
|                     |                                |                |                    |                                                                   |

| 29 marca 2011 21:05 | Izrael · Ben Chajjim 59' | 1:0(0:0)Raport | Gruzja | Stadion Bloomfield, Tel Awiw Widzów: 13 716 Sędzia: Fredy Fautrel |
|                     |                          |                |        |                                                                   |

| 3 czerwca 2011 20:00 | Chorwacja · Mandžukić 76' · Kalinić 78' | 2:1(0:1)Raport | Gruzja · Kankawa 17' | Poljud, Split Widzów: 28 000 Sędzia: Stefan Johannesson |
|                      |                                         |                |                      |                                                         |

| 4 czerwca 2011 19:30 | Łotwa · Cauņa 62' (k) | 1:2(0:2)Raport | Izrael · Benajun 19' · Ben Chajjim 43' (k) | Stadion Skonto, Ryga Widzów: 6 147 Sędzia: Alan Kelly |
|                      |                       |                |                                            |                                                       |

| 4 czerwca 2011 21:30 | Grecja · Fetfadzidis 8', 64' · Papadopoulos 26' | 3:1(2:0)Raport | Malta · Mifsud 54' | Stadion im. Jeorjosa Karaiskakisa, Pireus Widzów: 14 746 Sędzia: Paweł Gil |
|                      |                                                 |                |                    |                                                                            |

| 2 września 2011 16:05 | Izrael | 0:1(0:0)Raport | Grecja · Ninis 60' | Stadion Bloomfield, Tel Awiw Widzów: 13 100 Sędzia: Craig Thomson |
|                       |        |                |                    |                                                                   |

| 2 września 2011 19:00 | Malta · Mifsud 38' | 1:3(1:2)Raport | Chorwacja · Vukojević 10' · Badelj 32' · Lovren 68' | Ta’ Qali Stadium, Ta’ Qali Widzów: 6 150 Sędzia: Tony Chapron |
|                       |                    |                |                                                     |                                                               |

| 2 września 2011 21:00 | Gruzja | 0:1(0:0)Raport | Łotwa · Cauņa 63' | Stadion im. Micheila Meschiego, Tbilisi Widzów: 15 422 Sędzia: Leontios Trattou |
|                       |        |                |                   |                                                                                 |

| 6 września 2011 20:00 | Chorwacja · Modrić 47' · Eduardo 55', 58' | 3:1(0:1)Raport | Izrael · Chemed 44' | Maksimir, Zagrzeb Widzów: 13 688 Sędzia: Carlos Velasco Carballo |
|                       |                                           |                |                     |                                                                  |

| 6 września 2011 20:30 | Malta · Mifsud 25' | 1:1(1:1)Raport | Gruzja · Kankawa 15' | Ta’ Qali Stadium, Ta’ Qali Widzów: 5 000 Sędzia: Pol van Boekel |
|                       |                    |                |                      |                                                                 |

| 6 września 2011 20:30 | Łotwa · Cauņa 19' | 1:1(1:0)Raport | Grecja · Papadopoulos 84' | Stadion Skonto, Ryga Widzów: 5 415 Sędzia: Stanislav Todorov |
|                       |                   |                |                           |                                                              |

| 7 października 2011 19:00 | Łotwa · Višņakovs 33' · Rudņevs 83' | 2:0(1:0)Raport | Malta | Stadion Skonto, Ryga Widzów: 4 315 Sędzia: Richard Trutz |
|                           |                                     |                |       |                                                          |

| 7 października 2011 20:45 | Grecja · Samaras 70' · Gekas 79' | 2:0(0:0)Raport | Chorwacja | Stadion im. Jeorjosa Karaiskakisa, Pireus Widzów: 27 200 Sędzia: Howard Webb |
|                           |                                  |                |           |                                                                              |

| 11 października 2011 19:00 | Gruzja · Targamadze 19' | 1:2(1:0)Raport | Grecja · Fotakis 79' · Charisteas 85' | Stadion im. Micheila Meschiego, Tbilisi Widzów: 7 824 Sędzia: Daniele Orsato |
|                            |                         |                |                                       |                                                                              |

| 11 października 2011 19:00 | Malta | 0:2(0:1)Raport | Izrael · Refa’elow 11' · Gerszon 90+3' | Ta’ Qali Stadium, Ta’ Qali Widzów: 2 614 Sędzia: Bruno Paixão |
|                            |       |                |                                        |                                                               |

| 11 października 2011 19:00 | Chorwacja · Eduardo 66' · Mandžukić 72' | 2:0(0:0)Raport | Łotwa | Kantrida, Rijeka Widzów: 8 370 Sędzia: Antony Gautier |
|                            |                                         |                |       |                                                       |